# بن هاربورغ
بنجامين د. هاربورغ (بالإنجليزية: Benjamin D. Harburg) هو مدير تنفيذي رياضي وسياسي أمريكي، ومالك نادي الخلود السعودي لكرة القدم.
هاربورغ هو مؤسس شركة MSA Capital، وهي شركة استثمارية عالمية تدير أكثر من ملياري دولار. وكان مستثمراً خاصاً بارزاً في شركات مثل بالانتير للتكنولوجيا وإير بي إن بي ونوبانك وأوبر. كما أسس شركة نوفو كابيتال، وهي صندوق استثمار يركّز على منطقة الشرق الأوسط، وقد جمعت أكبر صندوق رأس مال مستقل في تاريخ المنطقة. ومن بين استثماراته الإقليمية كانت مساهمته التأسيسية في شركة Tabby، التي أصبحت اليوم الشركة التكنولوجية الأعلى قيمة في تاريخ الشرق الأوسط.
يشغل منصب رئيس مجلس إدارة مجموعة هاربورغ، وهي شركة قابضة للاستثمار الرياضي متعددة الأندية. وهو شريك في ملكية نادي قادش الإسباني لكرة القدم، الذي ينافس في الدوري الإسباني. كما أنه المالك بنسبة 100% لنادي الخلود السعودي، الذي ينافس في الدوري السعودي للمحترفين.
وقد شغل عضوية مجالس إدارة العديد من مراكز الأبحاث والمؤسسات، مثل اللجنة الوطنية للعلاقات الأمريكية الصينية، والمجلس الثقافي الآسيوي، ومؤسسة حديقة أبحاث جامعة نيو مكسيكو للتقنية.
وقد ظهرت تقارير متعددة تفيد بتعيينه في منصب رفيع داخل البيت الأبيض، لكن لم يتم تأكيد ذلك بشكل علني حتى الآن.